# Ghjacumu Thiers
Ghjacumu Thiers (Bastia, 1945) es un escritor y activista corso.
Ha sido profesor de literatura clásica en Niza, Ajaccio y Bastia. Desde 1983 da clases en la Universidad de Córcega y desde 1995 es presidente del jurado de las clases de lengua corsa en los institutos. Ha colaborado a menudo con el CIEMEN (Centre Internacional Escarré per a les Minories Ètniques i Nacionals) y las revistas Otras Naciones y Europa de las Naciones, donde en 1981 publicó un dossier sobre Córcega.
Como escritor, es autor de piezas de teatro como El Orcu, Uno Rè, Pandora, Uno Casale, Uno più hè por fà lo yerro Y Strapazzi di Bazzicone y Tutti in Pontenovu (1979-1999), varios artículos sobre la lengua corsa y un método de aprendizaje de la lengua, Stà à sente o Pè !, Dì tù.